# 居呂奇
居呂奇是土耳其的城鎮，位於該國西北部黑海沿岸卡拉代尼茲埃雷利附近，由宗古爾達克省負責管轄，毗鄰鋼鐵廠，海拔高度97米，2009年人口7,249。
41°15′N 31°26′E / 41.250°N 31.433°E